# アイパック
アイパック株式会社（アイパック、英語: i-PACK Co.,Ltd. ）は、神奈川県藤沢市に本社を置き、主に自動車部品の海外輸出向け包装に係る仕様設計、資材開発から包装作業の生産計画から包装完成までの一貫した包装業務を行っていたいすゞ自動車の子会社である。

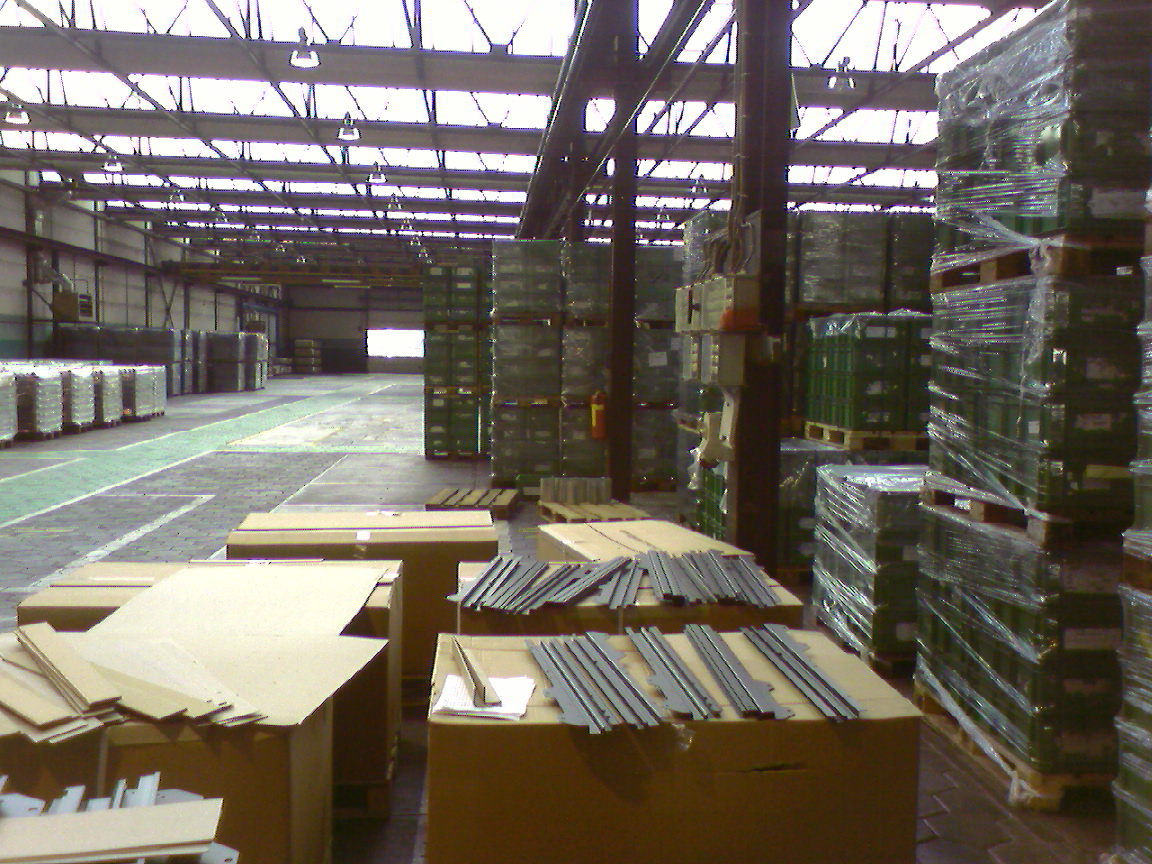
※倉庫イメージ画像

## 概要
包装業務の統合・拠点化を目的に、いすゞ自動車が当時の川崎工場内にスピンオフとして当社を設立。その後、日本梱包運輸倉庫株式会社も資本参加したが、いすゞ自動車の完全子会社となり新規取引事業の展開を図っていた。
2021年10月1日付でいすゞライネックス（現：いすゞロジスティクス）へ吸収合併され、アイパックは解散した。

## 沿革
- 1999年（平成11年）
  - 7月 - アイパック株式会社を設立。
  - 8月 - いすゞ自動車株式会社大和工場の包装事業を同社川崎工場内に移設し、営業開始。
- 2004年（平成16年）12月 - 日本梱包運輸倉庫株式会社が株式35%を取得し資本参加。
- 2005年（平成17年）5月 - 藤沢市円行に、本社と川崎工場を移転。
- 2006年（平成18年）
  - 4月 - 営業グループを新設、外販活動を開始。
  - 6月 - 日本梱包運輸倉庫株式会社が取得株式を50%に増資。
- 2009年（平成21年）5月 - 桜ヶ丘作業所を閉鎖、本社工場に移転統合。
- 2013年（平成25年）
  - 4月 - いすゞ自動車株式会社の完全子会社となる。
  - 11月 - 海老名市に作業所を開設。
- 2014年（平成26年）6月 - 寒川町に倉見作業所を開設。
- 2021年（令和3年）10月 - いすゞライネックス株式会社へ吸収合併され、アイパック株式会社は解散。

## 事業所所在地
- 本社・工場 - 神奈川県藤沢市円行2丁目
- 藤沢事業所 - 神奈川県藤沢市土棚8番地（いすゞ自動車株式会社藤沢工場内）
- 栃木作業所 - 栃木県栃木市大平町大字伯仲2691（いすゞ自動車株式会社栃木工場内）
- 海老名物流センター - 神奈川県海老名市河原口5-5
- 倉見作業所 - 神奈川県高座郡寒川町倉見1361